# Список глав Сенегала
Список глав Сенегала включает лиц, являвшихся главой государства Сенегала после обретения им независимости в 1960 году, а также главу правительства страны в предшествующий переходный период автономной государственности, де-факто являвшегося высшим должностным лицом Сенегала в системе Французского союза.
В настоящее время главой государства является Президент Республики Сенегал (фр. Président de la République du Sénégal). Согласно действующей редакции конституции, принятой на состоявшемся 7 января 2001 года референдуме (с изменениями 2016 года), президент избирается всенародным голосованием на 5 лет с правом однократного переизбрания. Он определяет политику государства, которую правительство проводит под руководством премьер-министра, при этом президент председательствует в Совете министров, назначает премьер-министра и прекращает исполнение его полномочий, по предложению премьер-министра назначает и снимает с должностей министров. Президент председательствует в Верховном совете национальной обороны и Национальном совете безопасности, является Верховным главнокомандующим вооружёнными силами, вправе объявлять осадное и чрезвычайное положения, после чего конституция наделяет президента правом принимать неограниченные меры, за исключением реформы конституции и роспуска Национального собрания. Президент имеет право распустить Национальное собрание после консультаций с премьер-министром и председателем Национального собрания (однако не вправе его распускать до истечения 2 лет его работы). Президент обладает правом законодательной инициативы, по предложению премьер-министра и после консультаций с председателем Национального собрания и Конституционным советом президент может выносить законопроект, в том числе и конституционный, на референдум.
Использованная в первом столбце таблиц нумерация является условной; также условным является использование в первом столбце цветовой заливки, служащей для упрощения восприятия принадлежности лиц к различным политическим силам без необходимости обращения к столбцу, отражающему партийную принадлежность. В столбце «Выборы» отражены состоявшиеся выборные процедуры или иные основания получения полномочий. Для удобства список разделён на принятые в историографии периоды истории страны. Приведённые в преамбулах к каждому из разделов описания этих периодов призваны пояснить особенности её политической жизни.

## Государство Сенегал (1958—1959)
С середины XIX века территория Сенегамбии оспаривалась Соединённым королевством и Францией, с 16 июня 1895 года Сенегал вошёл во Французскую Западную Африку, с 1902 году в её составе стал частью административного объединения Сенегамбия и Нигер, а 13 февраля 1904 года был организован в колонию и протекторат Сенегал. 27 октября 1946 года он получил статус заморской территории в рамках Французского союза. Ему было предоставлено право создавать политические организации и представлять себя во французском парламенте, в стране появились первые партии, выступавшие за политическую и экономическую независимость от Франции. 25 ноября 1958 года территории был предоставлен статус автономного Государства Сенегал (фр. État du Sénégal) в рамках Французского сообщества.
|        | Портрет | Имя (годы жизни)                                         | Полномочия     | Полномочия     | Партия                          | Наименование должности                                                          | Пр.               |
| Начало | Портрет | Имя (годы жизни)                                         | Окончание      |                | Партия                          | Наименование должности                                                          | Пр.               |
| ------ | ------- | -------------------------------------------------------- | -------------- | -------------- | ------------------------------- | ------------------------------------------------------------------------------- | ----------------- |
| —      |         | Мамаду Мустафа Диа (1910—2009) фр. Mamadou Moustapha Dia | 25 ноября 1958 | 25 января 1959 | Сенегальский прогрессивный союз | Председатель Правительственного совета фр. Président du Conseil de Gouvernement | [ 5 ] [ 6 ] [ 7 ] |

## Республика Сенегал (с 1959)
24 января 1959 года конституционная ассамблея автономного государства приняла его вступившую в силу на следующий день конституцию, установив для него название Республика Сенегал (фр. République du Sénégal), и совместно с парламентами Суданской Республики (современное Мали) и Верхней Вольты (современная Буркина-Фасо) ратифицировала конституцию Федерации Мали. 4 апреля на заседании федерального парламента было объявлено о её создании. 20 июня 1960 года федерация провозгласила независимость от Франции, а 20 августа Сенегал заявил о своём выходе из её состава. Конституция страны, установившая пост президента Республики Сенегал (фр. Président de la République du Sénégal), была принята Национальной ассамблеей 25 августа 1960 года и промульгирована на следующий день. На состоявшихся безальтернативных выборах первым президентом был избран кандидат Сенегальского прогрессивного союза Леопольд Сенгор, вступивший в должность 5 сентября 1960 года. Политический кризис в декабре 1962 года привёл к тому, что председатель Совета (правительства) Мамаду Диа с четырьмя министрами, выступившие против президента Сенгора, были 18 декабря арестованы, руководство кабинетом перешло к президенту, на смену парламентской республике пришла президентская система, к 1966 году ставшая однопартийной. В новогоднюю ночь 1981 года Сенгор передал президентские полномочия Абду Диуфу, занимавшему пост премьер-министра после его восстановления в 1970 году.
После подавления в Гамбии попытки марксистского переворота (30 июля — 4 августа 1981 года) президент страны Дауда Кайраба Джавара согласился на создание Конфедерации Сенегамбия (англ. Confederation of Senegambia, фр. Confédération de Sénégambie), объединившей Сенегал и Гамбию, в которой он занял пост вице-президента, а Абду Диуф — её президента. Конфедерация была создана 1 февраля 1982 года (подписание договора об этом состоялось 12 декабря 1981 года) с целью содействия расширению сотрудничества между двумя странами. После отказа Гамбии перейти к более интегрированной форме союза договор был аннулирован Сенегалом 30 сентября 1989 года. 
Процесс демократизации в стране был начат в 1974 году с учреждением Сенегальской демократической партии. Её лидер Абдулай Вад на прошедшем 19 марта 2000 года втором туре президентских выборов одержал победу над вновь баллотировавшимся Абду Диуфом, после чего ранее правившая Социалистическая партия была вытеснена из политической жизни страны. На состоявшемся 7 января 2001 года референдуме была одобрена новая конституция, установившая семилетний срок президентских полномочий, на состоявшемся 20 марта 2016 года новом референдуме была принята конституционная поправка, снизившая его до 5 лет с правом однократного переизбрания.
|          | Портрет         | Имя (годы жизни)                                                    | Полномочия      | Полномочия     | Партия                                                             | Выборы      | Наименование должности                                                 | Пр.                  |
| Начало   | Портрет         | Имя (годы жизни)                                                    | Окончание       |                | Партия                                                             | Выборы      | Наименование должности                                                 | Пр.                  |
| -------- | --------------- | ------------------------------------------------------------------- | --------------- | -------------- | ------------------------------------------------------------------ | ----------- | ---------------------------------------------------------------------- | -------------------- |
| 1 (I—II) |                 | Мамаду Мустафа Диа (1910—2009) фр. Mamadou Moustapha Dia            | 25 января 1959  | март 1959      | Сенегальский прогрессивный союз → Социалистическая партия Сенегала | [ комм. 4 ] | Председатель Совета фр. Président du Conseil                           | [ 5 ] [ 6 ] [ 7 ]    |
| 1 (I—II) | март 1959       | Мамаду Мустафа Диа (1910—2009) фр. Mamadou Moustapha Dia            | 20 июня 1960    | 1959           | Сенегальский прогрессивный союз → Социалистическая партия Сенегала |             | Председатель Совета фр. Président du Conseil                           | [ 5 ] [ 6 ] [ 7 ]    |
| и. о.    | 20 июня 1960    | Мамаду Мустафа Диа (1910—2009) фр. Mamadou Moustapha Dia            | 5 сентября 1960 | [ комм. 6 ]    | Сенегальский прогрессивный союз → Социалистическая партия Сенегала |             | Председатель Совета фр. Président du Conseil                           | [ 5 ] [ 6 ] [ 7 ]    |
| 2 (I—V)  |                 | Леопольд Седар Сенгор (1906—2001) фр. Léopold Sédar Senghor         | 5 сентября 1960 | 9 декабря 1963 | Сенегальский прогрессивный союз → Социалистическая партия Сенегала | 1960        | Президент Республики Сенегал фр. Président de la République du Sénégal | [ 15 ] [ 16 ] [ 17 ] |
| 2 (I—V)  | 9 декабря 1963  | Леопольд Седар Сенгор (1906—2001) фр. Léopold Sédar Senghor         | 29 февраля 1968 | 1963           | Сенегальский прогрессивный союз → Социалистическая партия Сенегала |             | Президент Республики Сенегал фр. Président de la République du Sénégal | [ 15 ] [ 16 ] [ 17 ] |
| 2 (I—V)  | 29 февраля 1968 | Леопольд Седар Сенгор (1906—2001) фр. Léopold Sédar Senghor         | апрель 1973     | 1968           | Сенегальский прогрессивный союз → Социалистическая партия Сенегала |             | Президент Республики Сенегал фр. Président de la République du Sénégal | [ 15 ] [ 16 ] [ 17 ] |
| 2 (I—V)  | апрель 1973     | Леопольд Седар Сенгор (1906—2001) фр. Léopold Sédar Senghor         | 2 апреля 1978   | 1973           | Сенегальский прогрессивный союз → Социалистическая партия Сенегала |             | Президент Республики Сенегал фр. Président de la République du Sénégal | [ 15 ] [ 16 ] [ 17 ] |
| 2 (I—V)  | 2 апреля 1978   | Леопольд Седар Сенгор (1906—2001) фр. Léopold Sédar Senghor         | 31 декабря 1980 | 1978           | Сенегальский прогрессивный союз → Социалистическая партия Сенегала |             | Президент Республики Сенегал фр. Président de la République du Sénégal | [ 15 ] [ 16 ] [ 17 ] |
| 3 (I—IV) |                 | Абду Диуф (1935—) фр. Abdou Diouf                                   | 1 января 1981   | 3 апреля 1983  | Сенегальский прогрессивный союз → Социалистическая партия Сенегала | [ комм. 9 ] | Президент Республики Сенегал фр. Président de la République du Sénégal | [ 18 ] [ 19 ] [ 20 ] |
| 3 (I—IV) | 3 апреля 1983   | Абду Диуф (1935—) фр. Abdou Diouf                                   | апрель 1988     | 1983           | Сенегальский прогрессивный союз → Социалистическая партия Сенегала |             | Президент Республики Сенегал фр. Président de la République du Sénégal | [ 18 ] [ 19 ] [ 20 ] |
| 3 (I—IV) | апрель 1988     | Абду Диуф (1935—) фр. Abdou Diouf                                   | апрель 1993     | 1988           | Сенегальский прогрессивный союз → Социалистическая партия Сенегала |             | Президент Республики Сенегал фр. Président de la République du Sénégal | [ 18 ] [ 19 ] [ 20 ] |
| 3 (I—IV) | апрель 1993     | Абду Диуф (1935—) фр. Abdou Diouf                                   | 1 апреля 2000   | 1993           | Сенегальский прогрессивный союз → Социалистическая партия Сенегала |             | Президент Республики Сенегал фр. Président de la République du Sénégal | [ 18 ] [ 19 ] [ 20 ] |
| 4 (I—II) |                 | Абдулай Вад (1926—) фр. Abdoulaye Wade                              | 1 апреля 2000   | 3 апреля 2007  | Сенегальская демократическая партия                                | 2000        | Президент Республики Сенегал фр. Président de la République du Sénégal | [ 21 ] [ 22 ] [ 23 ] |
| 4 (I—II) | 3 апреля 2007   | Абдулай Вад (1926—) фр. Abdoulaye Wade                              | 2 апреля 2012   | 2007           | Сенегальская демократическая партия                                |             | Президент Республики Сенегал фр. Président de la République du Sénégal | [ 21 ] [ 22 ] [ 23 ] |
| 5 (I—II) |                 | Маки Саль (1961—) фр. Macky Sall                                    | 2 апреля 2012   | 2 апреля 2019  | Альянс за республику                                               | 2012        | Президент Республики Сенегал фр. Président de la République du Sénégal | [ 24 ] [ 25 ] [ 26 ] |
| 5 (I—II) | 2 апреля 2019   | Маки Саль (1961—) фр. Macky Sall                                    | 2 апреля 2024   | 2019           | Альянс за республику                                               |             | Президент Республики Сенегал фр. Président de la République du Sénégal | [ 24 ] [ 25 ] [ 26 ] |
| 6        |                 | Бассиру Диомай Дьякар Фай (1980—) фр. Bassirou Diomaye Diakhar Faye | 2 апреля 2024   | действующий    | Африканские патриоты Сенегала за труд, этику и братство            | 2024        | Президент Республики Сенегал фр. Président de la République du Sénégal | [ 27 ] [ 28 ] [ 29 ] |